# Abdul Rashid (Leichtathlet, 1979)
Abdul Rashid (* 15. Februar 1979 in Khanewal) ist ein ehemaliger pakistanischer Hürdenläufer, der sich auf den 110-Meter-Hürdenlauf spezialisiert hat.

## Sportliche Laufbahn
Erste internationale Erfahrungen sammelte Abdul Rashid vermutlich im Jahr 2004, als er bei den Südasienspielen in Islamabad in 14,33 s die Goldmedaille über 110 m Hürden gewann. Im Jahr darauf belegte er bei den erstmals ausgetragenen Islamic Solidarity Games in Mekka in 14,15 s den fünften Platz, ehe er bei den Hallenasienspielen in Bangkok in 7,95 s die Silbermedaille im 60-Meter-Hürdenlauf hinter dem Thailänder Narongdech Janjai gewann und damit einen neuen Landesrekord aufstellte. 2006 gewann er bei den Südasienspielen in Colombo in 14,62 s die Bronzemedaille über 110 m Hürden hinter Mafuzur Rahman aus Bangladesch und seinem Landsmann Muhammed Sajjad. 2008 gewann er bei den Hallenasienmeisterschaften in Doha in 7,98 s die Silbermedaille über 60 m Hürden hinter dem Chinesen Ji Wei. Im August nahm er dank einer Wildcard über 110 m Hürden an den Olympischen Sommerspielen in Peking teil und schied dort mit 14,52 s in der ersten Runde aus. 2010 beendete er dann seine aktive sportliche Karriere im Alter von 31 Jahren.
2009 wurde Rashid pakistanischer Meister im 110-Meter-Hürdenlauf.

## Persönliche Bestzeiten
- 110 m Hürden: 14,15 s (+1,2 m/s), 15. April 2005 in Mekka
  - 60 m Hürden (Halle): 7,95 s, 14. November 2005 in Bangkok (pakistanischer Rekord)